# Packard Patrician
La Patrician è un'autovettura costruita dalla Packard dal 1951 al 1954 e dalla Studebaker-Packard Corporation dal 1955 al 1956. Nei primi due anni di produzione il modello era chiamato Patrician 400. La vettura fu assemblata negli stabilimenti Packard di Detroit.

## Il contesto
Nel 1951 e nel 1952 la Casa automobilistica di Detroit diede una denominazione numerica alle proprie vetture. Alla base della gamma offerta erano commercializzate la 200, che era il modello più economico ed era disponibile in versione berlina, e la 250, che era venduta in versione hard-top e cabriolet. Come vettura di media gamma era offerta la 300 mentre come modello di punta era commercializzata la Patrician 400. Sia la 200 che la 250 erano vetture Junior e si distinguevano dalle Senior (la 300 e la Patrician 400), oltre che per il passo più corto, anche per gli allestimenti interni, che erano meno lussuosi. Dal 1936 infatti la gamma Packard era contraddistinta da due serie: da un lato le lussuose Senior e dall'altro le più economiche Junior.
Le Junior e le Senior erano abbastanza simili esteriormente, anche se le prime non avevano il famoso cormorano che ornava la capote e possedevano le luci posteriori verticali invece di quelle orizzontali dei modelli Senior. I modelli Junior non avevano neppure il lunotto avvolgente che era presente sui modelli Senior versione berlina.
La sigla numerica “400” nel nome del modello fu mantenuta fino al 1952. Dall'anno successivo la vettura fu venduta semplicemente come “Patrician”.
Fino al 1954 la carrozzeria Henney costruì un certo numero di esemplari di Patrician, in versione berlina di lusso e limousine di rappresentanza da 9 passeggeri, su un telaio con un passo da 3759 mm. La carrozzeria Derham assemblò invece qualche esemplare di Patrician su misura in versione berlina con i fari posteriori più piccoli e gli interni più ricercati, tra cui il tetto in pelle imbottita.

## Caratteristiche

### 1951-1952
Il livello di allestimento più elevato della gamma Packard offerta in questo periodo era rappresentato dalla “Patrician 400”, che sostituì la Custom Eight. La vettura era facilmente riconoscibile dalle altre Packard per le cromature. Ad esempio, il modello del 1951 possedeva tre prese d’aria cromate montate sui parafanghi posteriori, che diventarono quattro l'anno successivo. Sempre nel 1951 le Patrician e le 300 avevano installato una griglia leggermente revisionata che comprendeva un'inclusione cromata a forma di dente che si inseriva nella parte ovale. Questa novità fu in seguito applicata alle 250. Nell'allestimento base della Patrician 400 erano anche inclusi tappetini Wilton e poggiapiedi imbottiti per i passeggeri posteriori. Con un prezzo di 3.662 dollari la Patrician 400 era la Packard più costosa. Il modello possedeva un telaio con un passo di 3226 mm che condivideva con la 300 berlina. Tutte le altre Packard invece avevano un passo di 3099 mm.
La motorizzazione di tutti i modelli commercializzati all'epoca dalla Casa di Detroit derivava dal classico otto cilindri in linea già montato su vetture Packard precedenti. La 200 aveva installato un motore da 4719 cm³ di cilindrata che erogava 135 CV di potenza, tutti gli altri invece avevano un propulsore da 5359 cm³ e 150 CV. Il motore della Patrician possedeva però alcuni accorgimenti che lo distingueva dagli altri: per un funzionamento morbido e privo di vibrazioni questo propulsore montava nove supporti di banco invece che cinque (come negli altri motori), senza però che la potenza aumentasse.
La produzione di Patrician 400 fu di 9.001 esemplari nel 1951 e 3.975 nel 1952.
La sigla “400” fu eliminata dalla denominazione del modello dal 1953, ed il nome “Patrician” continuò ad occupare la posizione più elevata nella gamma offerta dalla Packard fino al 1956.

### 1953-1954
Anche per il biennio 1953-1954 la Patrician continuò ad essere montata sul medesimo telaio da 3226 mm di passo degli anni precedenti, continuando a rappresentare la vettura più prestigiosa commercializzata dalla Packard.  La Patrician fu anche usata come base per le vetture personalizzate carrozzate da Henney, che produceva vetture in versione berlina e limousine. La differenza tra le due risiedeva nella presenza di un vetro separatore tra lo scompartimento anteriore e quello posteriore.
Durante questo periodo la Patrician fu oggetto cambiamenti annuali che riguardavano principalmente l'allestimento interno.
Le vetture Henney per uso professionale (carri funebri, ambulanze e altri veicoli per servizi particolari) usavano generalmente un allestimento che derivava da quello della Patrician ed erano costruite su un telaio da 3962 mm di passo. Un'eccezione fu il 1954, quando fu usato l'allestimento della Cavalier. Dato che le auto per uso professionale erano completamente costruite da carrozzerie specifiche sulla base di telai Packard, e non erano quindi conversioni, il loro allestimento aveva poco a che fare con quello di lusso delle Patrician, a parte l'aspetto esteriore generale. La Henney Junior, un'ambulanza o carro funebre con passo corto, era costruita sul telaio standard delle Patrician o delle Cavalier, ma possedeva delle sospensioni irrobustite rispetto ai modelli da cui derivava. Il motore invece aveva cinque supporti di banco invece dei nove che erano presenti nel propulsore della Patrician.
Le Patrician del 1953 usavano lo stesso motore da 5.359 cm³ di cilindrata e con nove supporti di banco utilizzato nel biennio precedente, ma aveva installato un carburatore quadricorpo che ne incrementava la potenza. Nel 1954 fu invece montato un propulsore da 5.880 cm³ con lo stesso numero di supporti di banco ed il medesimo carburatore del precedente, ma con la testata in alluminio. Questo nuovo motore produceva 220 CV. Sempre nel 1954 fu introdotta una posizione di pre-avvio nel blocchetto di accensione. I primi modelli avevano questa caratteristica integrata in un interruttore montato nel carburatore, e che veniva azionato agendo sul pedale dell'acceleratore.

### 1955-1956

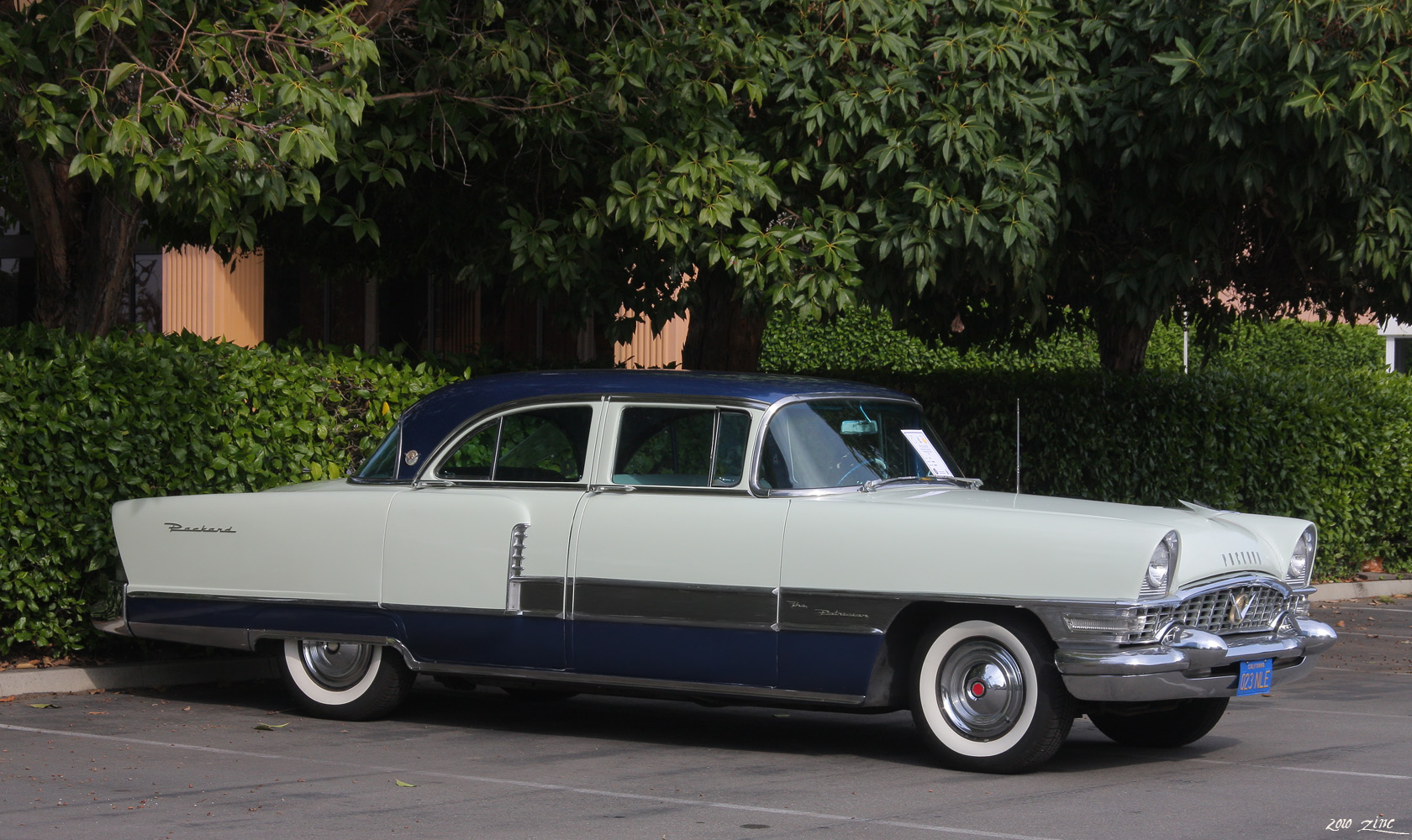
Una Packard Patrician berlina del 1955

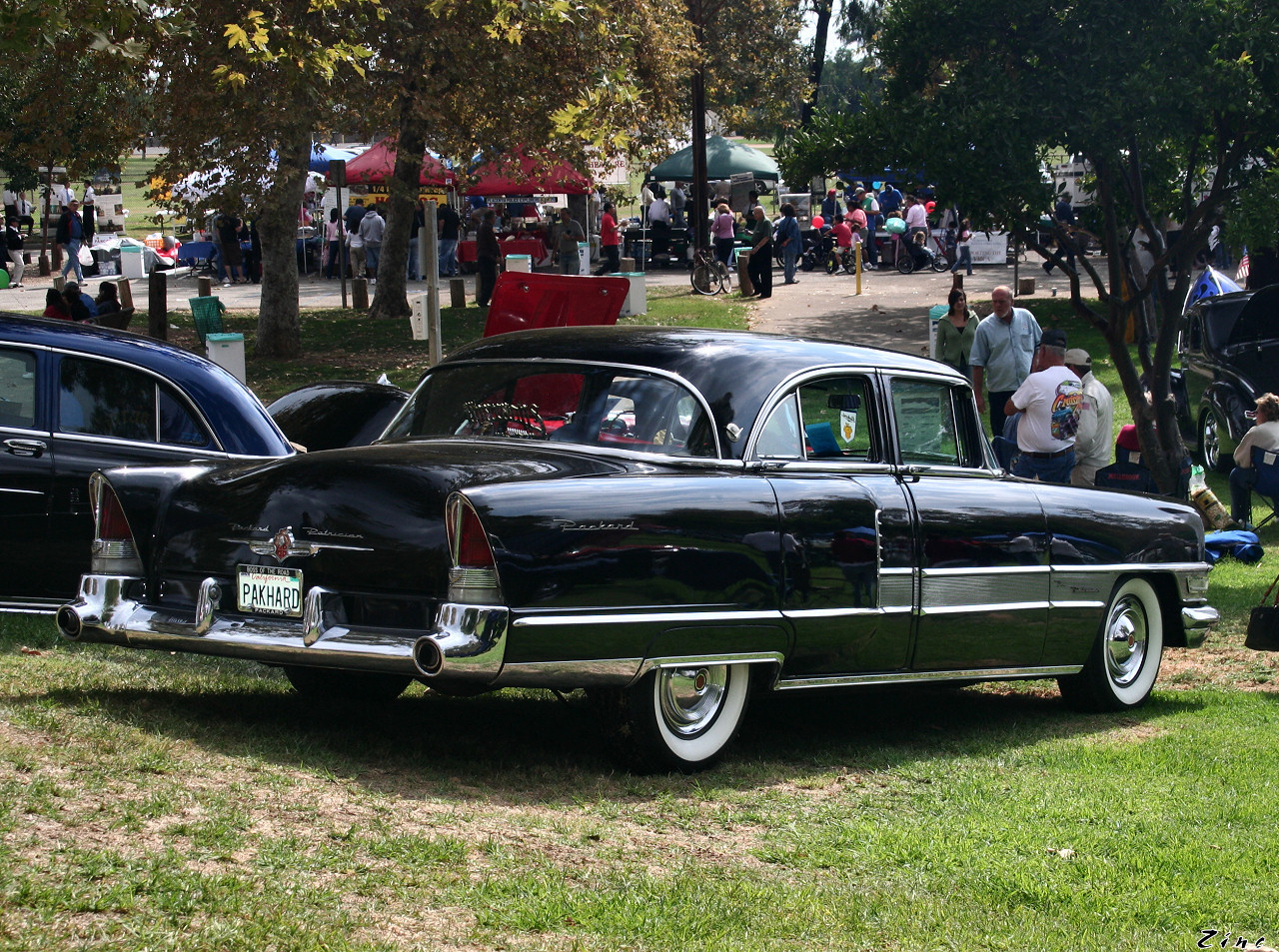
La vista posteriore di una Packard Patrician berlina del 1955

Nel 1955 l'intera linea Packard fu oggetto di un profondo aggiornamento del design, che mancava dal 1951. Sotto la guida di Richard A. Teague, le Packard Senior furono fornite di una più moderna griglia anteriore, di fari posteriori “a cattedrale”, di un alloggiamento per i fanali anteriori e di una nuova linea che consentiva l'impiego di una verniciatura a due oppure a tre colori. Mentre la Packard non poteva permettersi di ridisegnare interamente la superficie vetrata della vettura, una nuova finitura alla base del montante posteriore faceva apparire il tetto come ridisegnato. I modelli continuavano ad utilizzare un parabrezza avvolgente, com'era del resto comune per le auto americane dell'epoca. All'interno, la tappezzeria fu rivista e le vetture ricevettero un nuovo cruscotto che era caratterizzato dall'uso abbondante di acciaio.
Nel 1955 furono prodotti 9.127 esemplari di Patrician, che fu offerta solamente in versione berlina a quattro porte.
I cambiamenti realizzati nel 1956 includevano la revisione degli alloggiamenti dei fanali anteriori con la realizzazioni di palpebre fari protese ulteriormente in avanti. La zona intorno ai fanali anteriori fu verniciata di nero per dare un effetto di maggiore profondità. Il modello ebbe anche una nuova griglia anteriore. Nel 1956, ultimo anno di produzione della Patrician, furono costruiti 3.375 esemplari.

## L'ultima Patrician e la scomparsa del marchio Packard
Nel 1956, quando era già in atto la separazione voluta da James Nance dei modelli Packard Senior da quelli più economici Clipper, le finanze della Studebaker-Packard Corporation erano notevolmente peggiorate da quando le due aziende si erano unite due anni prima. A causa di questa situazione, e del fallimento della American Motors che avrebbe dovuto, nelle speranze di Nance, acquistare la trasmissione Ultramatic e la tecnologia dei motori V8 Packard, fu presa la decisione di chiudere gli stabilimenti storici di Detroit trasferendo l'attività produttiva nelle fabbriche Studebaker di South Bend.
L'ultima Packard costruita negli stabilimenti storici di Detroit fu una Patrician nera versione berlina, ed uscì dalle linee di produzione il 25 giugno 1956.
La sola Packard offerta nel 1957 fu una Studebaker President rimarchiata Clipper. L'ultimo modello Packard, che non aveva una denominazione specifica, uscì nel 1958. Nel 1962 il consiglio di amministrazione della Studebaker-Packard Corporation deliberò la rimozione del nome Packard dalla dicitura della compagnia.